# MyBB
MyBB е свободен форум софтуер с отворен код, кaто предлага функции и стабилност, които ви трябват за да създадете и пуснете професионален сайт. Има много безплатни разширения и налични езикови пакети, и могат да се монтират лесно с вграден инсталатор – така че не е нужно да поставите ръчно във всеки кодекс. Един добър и безплатен софтуер за форуми.